# 蓮花北駅
蓮花北駅（れんかきた-えき）は中華人民共和国深圳市福田区に位置する4号線（竜華線）の駅。

## 駅構造
- 島式ホーム1面2線の地下駅。

| 4号線（竜華線）ホーム (B2F) | ←■4号線（竜華線） 清湖方面     |
| 4号線（竜華線）ホーム (B2F) | 島式ホーム                     |
| 4号線（竜華線）ホーム (B2F) | ■4号線（竜華線） 福田口岸方面→ |

## 歴史
- 2011年6月16日 - 開業。

## 隣の駅
深圳地下鉄
■4号線（竜華線）
上梅林駅 - 蓮花北駅 - 少年宮駅